# Domenico Dalle Greche
Domenico Dalle Greche, oppure Delle Greche (Modone, XVI secolo – Venezia, XVI secolo), è stato un pittore e incisore italiano, di origine greche, noto anche come xilografo ed editore di stampe.

## Biografia
Figlio di Antonio, veneziano, come lui stesso chiarisce nella xilografia con la Sommersione del Faraone, Domenico Dalle Greche è probabilmente originario del Peloponneso, e attivo a Venezia tra il 1543 e il 1558.
Appartenne a quel gruppo di incisori veneti ruotanti attorno a Tiziano, dediti a tradurne in xilografie dipinti e disegni.
Proprio da un disegno di Tiziano Dalle Greche trasse la sua opere più conosciuta, la Sommersione del faraone nel Mar Rosso (1549), incisione su legno di dimensioni inconsuete nella quale però la visione tizianesca è modificata grazie ad un personale plasticismo di maniera.
Tra le altre opere note di Dalle Greche vi sono le illustrazioni per la relazione del viaggio in Terrasanta del nobile boemo Ulrico Préfat di Wilkenau, pubblicata nel 1548, intitolata Itinerarium Praga Venetias, et inde per mare in Palestinam, id est, Iudaeam et Terram Sanctam. Hierosolymam ad Sepulchrum Domini, e i disegni con le vedute di Venezia e de Il Cairo, incise su legno da Cristoforo Stimmez, nella cosmografia del cartografo tedesco Sebastian Münster.
Il Dalle Greche secondo un'ipotesi del XX secolo era stato identificato per sbaglio dapprima con il pittore Domenico Theotocopulos, El Greco, del quale sembrava essere un parente, e in seguito con Domenico Campagnola.
Dai documenti storici e amministrativi risulta che il Dalle Greche ebbe un figlio, Aurelio, anche egli pittore.

## Opere
- Veduta della piazza del Santo Sepolcro (1546);
- Itinerarium Praga Venetias, et inde per mare in Palestinam, id est, Iudaeam et Terram Sanctam. Hierosolymam ad Sepulchrum Domini (1547);
- Veduta di Gerusalemme  (1563);
- Veduta di Venezia;
- Nave di pellegrini attaccata da pirati turchi;
- Veduta del Cairo;
- Sommersione del faraone nel Mar Rosso (1549).